# Camponotus lautus
Camponotus lautus är en myrart som först beskrevs av Thomas Say 1836.  Camponotus lautus ingår i släktet hästmyror, och familjen myror. Inga underarter finns listade.